# Arnoglossus tenuis
Arnoglossus tenuis är en fiskart som beskrevs av Günther, 1880. Arnoglossus tenuis ingår i släktet Arnoglossus och familjen tungevarsfiskar. Inga underarter finns listade i Catalogue of Life.